# 郤毅
郤毅（?—?），姬姓，郤氏，名毅，是蒲城鹊居的儿子，郤至的弟弟。祖父步扬，又为步氏。春秋时期晋国御戎。

## 麻隧之战
前578年五月初四，晋军率领诸侯的军队和秦军在麻隧作战，栾书中军将，荀庚中军佐。士燮上军将，郤锜上军佐。韩厥下军将，荀罃下军佐。赵旃新军将，郤至新军佐。郤毅御戎，栾鍼车右。孟献子说：“晋帅乘和，师必有大功。”秦军大败，秦国的成差和不更女父被俘。

## 鄢陵之战
前575年六月廿九日，晋楚在鄢陵交战，欒鍼担任晋厉公的车右，步毅御戎。彭名御戎楚共王，潘党为车右。石首御戎郑成公，唐苟为车右。晋军军营前方有泥沼，于是晋军都或左或右地避开泥沼，栾氏、范氏领着他们私族部属左右护卫着晋厉公前进。